# Selenocosmia orophila
Selenocosmia orophila é uma espécie de aranha pertencente à família Theraphosidae (tarântulas).